# 소래로

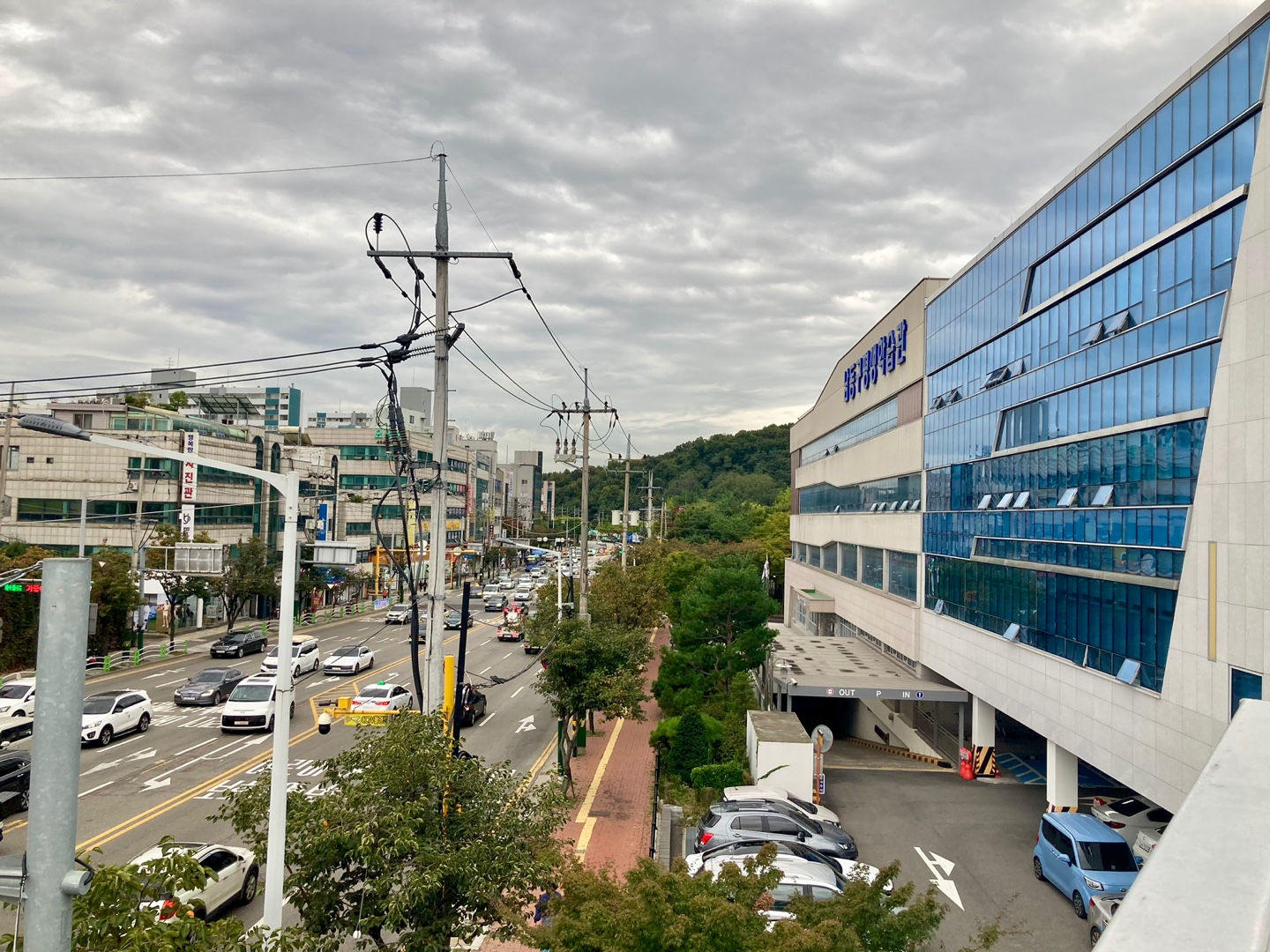
소래로 남동구청, 평생학습관

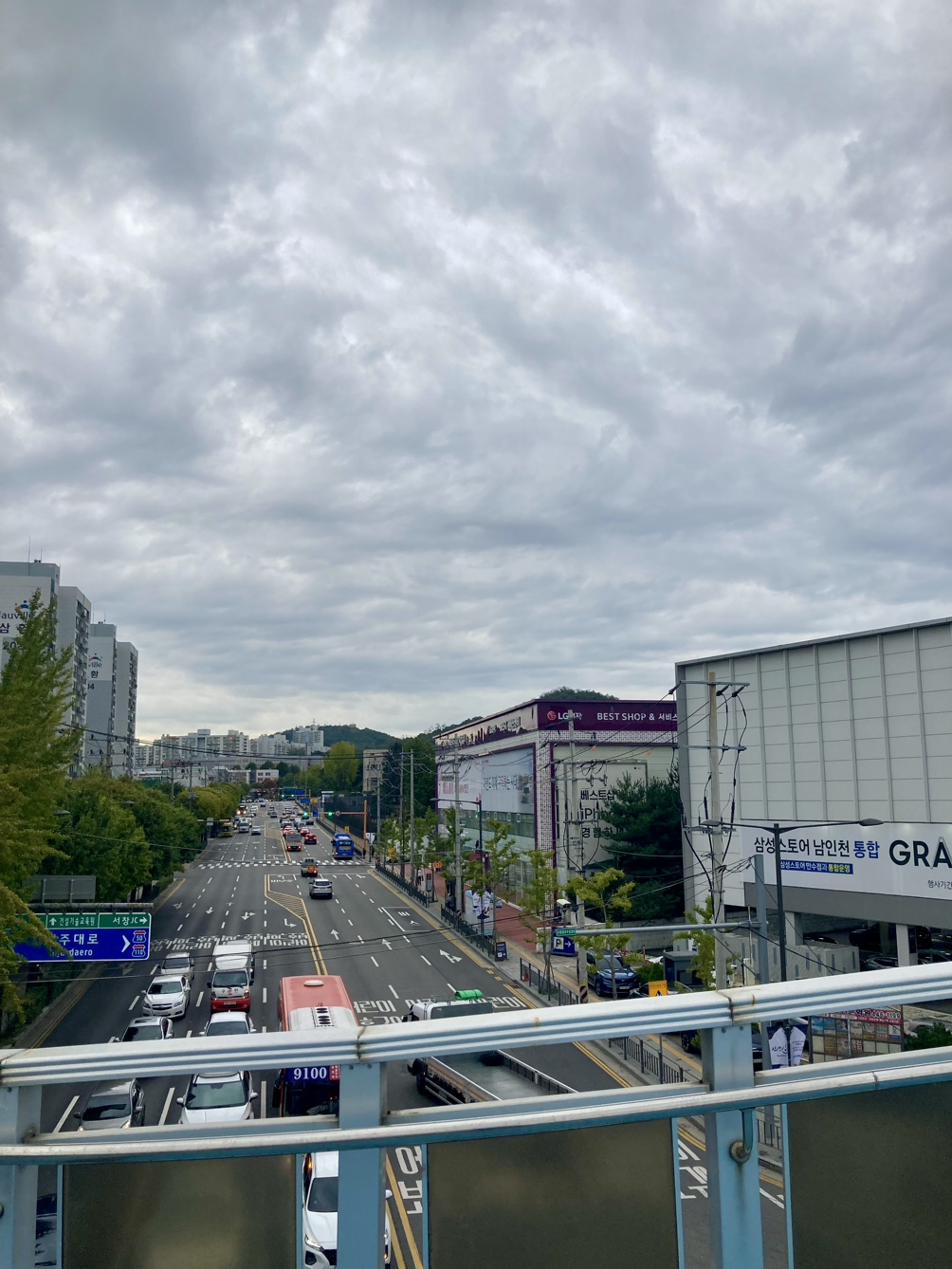
소래로 건설기술교육원 측

소래로(Sorae-ro)는 경기도 시흥시 월곶동 월곶입구삼거리에서 인천광역시 남동구 만수동 만수삼거리를 잇는 주요 도로로, 총 연장은 7.38 km이다.

## 주요 경유지
경기도
- 시흥시 (월곶동)

인천광역시
- 남동구 (논현동 - 남촌도림동 - 만수동)

## 노선
| 이름                | 접속 노선  | 소재지 | 소재지                                  | 소재지     | 비고 |
| ------------------- | ---------- | ------ | --------------------------------------- | ---------- | ---- |
| 월곶입구삼거리      | 서해안로   | 시흥시 | 월곶동                                  | 월곶동     |      |
| 소래대교삼거리      | 월곶해안로 | 시흥시 | 월곶동                                  | 월곶동     |      |
| 소래대교            |            | 시흥시 | 월곶동                                  | 월곶동     |      |
|                     | 인천광역시 | 남동구 | 논현동                                  |            |      |
| 소래대교(북)        | 인천광역시 | 남동구 | 논현동                                  | 아암대로   |      |
| 소래포구삼거리      | 인천광역시 | 남동구 | 논현동                                  | 앵고개로   |      |
| (이름없음)          | 인천광역시 | 남동구 | 논현동                                  | 청능대로   |      |
| 주적골삼거리        | 인천광역시 | 남동구 | 비류대로                                | 남촌도림동 |      |
| 도림방죽삼거리      | 인천광역시 | 남동구 | 논고개로                                | 남촌도림동 |      |
| 담방마을사거리      | 인천광역시 | 남동구 | 매소홀로                                | 남촌도림동 |      |
| 만수3지구입구삼거리 | 인천광역시 | 남동구 | 장승남로                                | 남촌도림동 |      |
| 남동구청사거리      | 인천광역시 | 남동구 | 인주대로                                | 남촌도림동 |      |
| 만수사거리          | 인천광역시 | 남동구 | 국도 제42호선 (백범로, 수인로) 무네미로 | 만수동     |      |

## 주요 건물 및 시설
- SK에너지 대명주유소 (소래로 18/월곶동 520-231)
- HD현대오일뱅크 논현주유소 (소래로 233/논현동 33-102)
- GS칼텍스 수산동충전소 (소래로 475/수산동 374)
- 인천남동체육관 (소래로 500/수산동 602)
- 남동경기장 (소래로 540/수산동 601)
- 현대자동차 서창대리점 (소래로 624/만수동 1011-3)
- 남동구청 (소래로 633/만수동 1008)
- 남동구보건소 (소래로 633/만수동 1008)
- 신한은행 남동구청지점 (소래로 633/만수동 1008)
- 남동구평생학습관 (소래로 645/만수동 984-6)
- 만수초등학교 (소래로 652/만수동 1074)
- LG전자 베스트샵 남동구청점 (소래로 668/만수동 1072)

## 사진

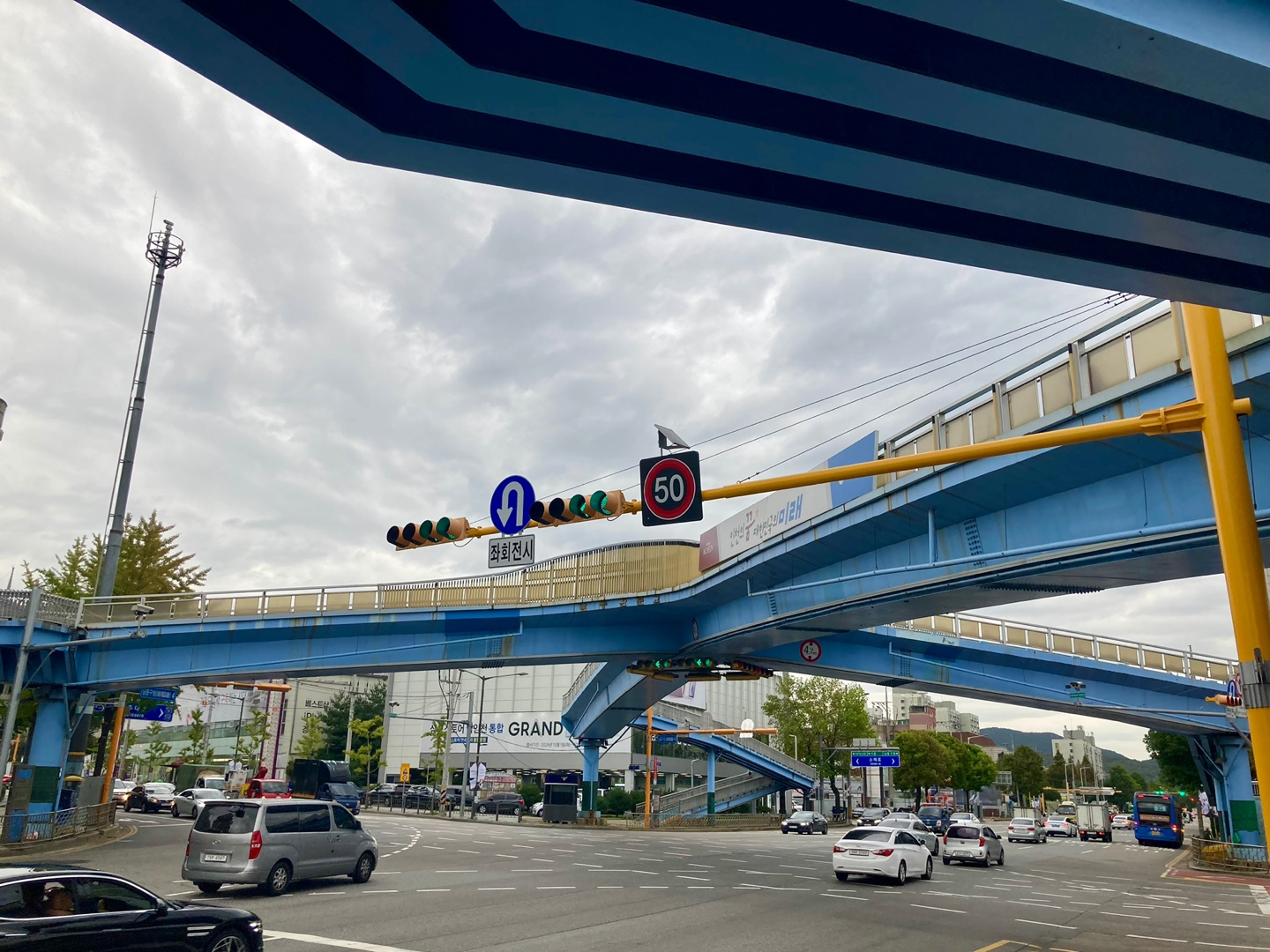
남동관문교(인주대로와 교차지점에 있는 남동평생학습관, 남동관문교, 삼성프라자, LG베스트샵, KGM대리점 등)
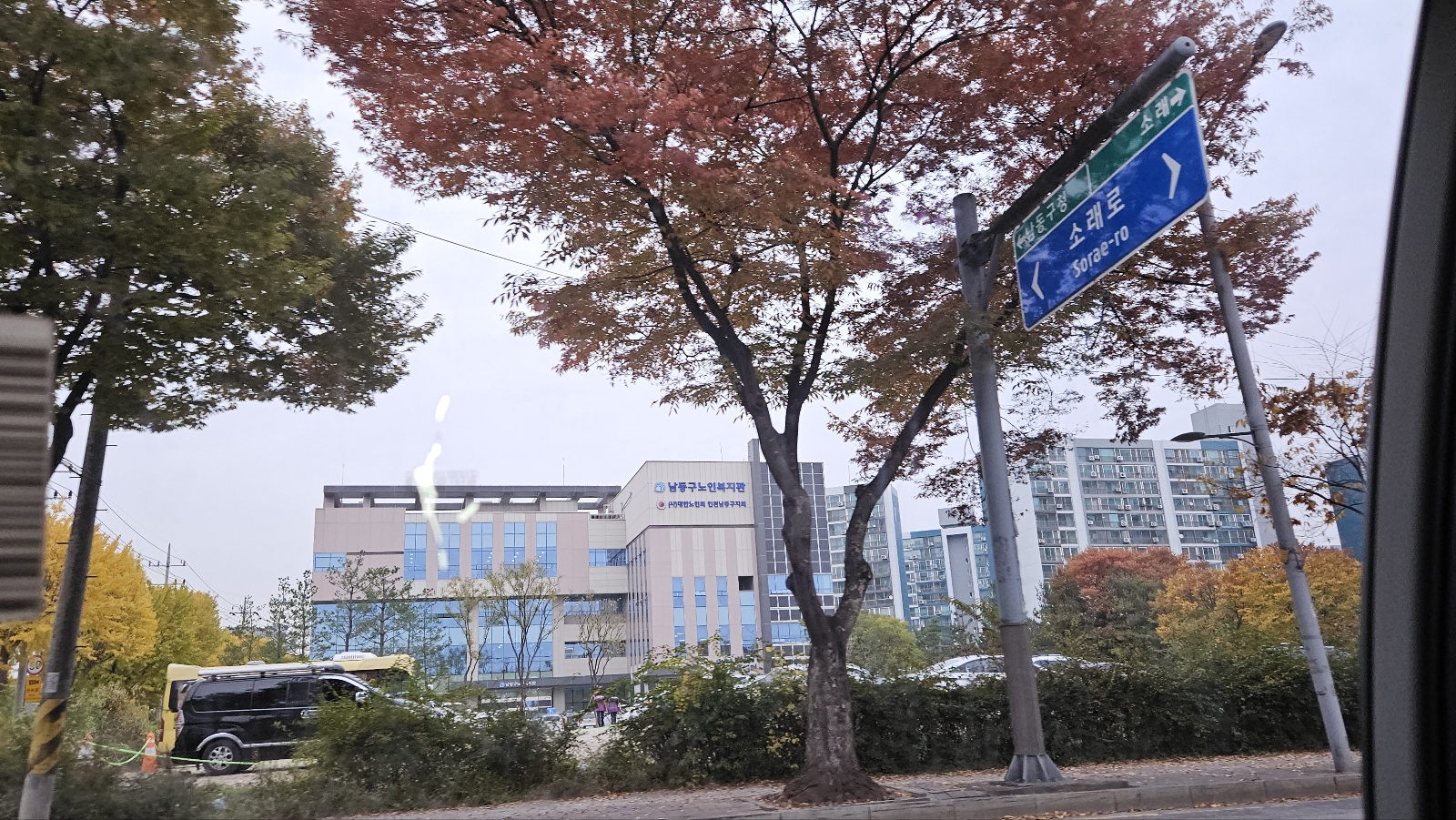
소래로 (만수동에 있는 노인복지관)
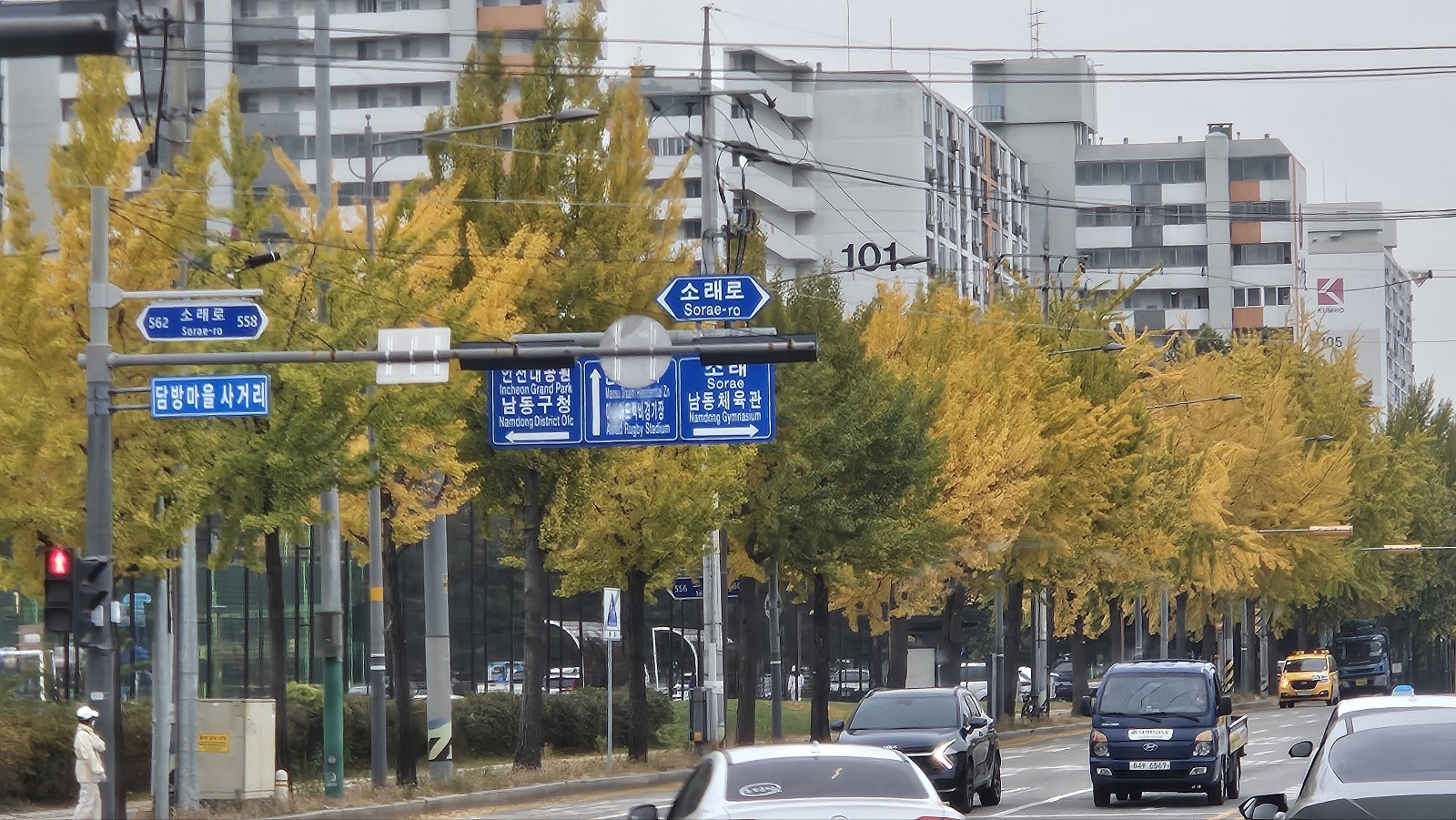
매소홀로-소래로 교차지점(만수6동 진입구간)
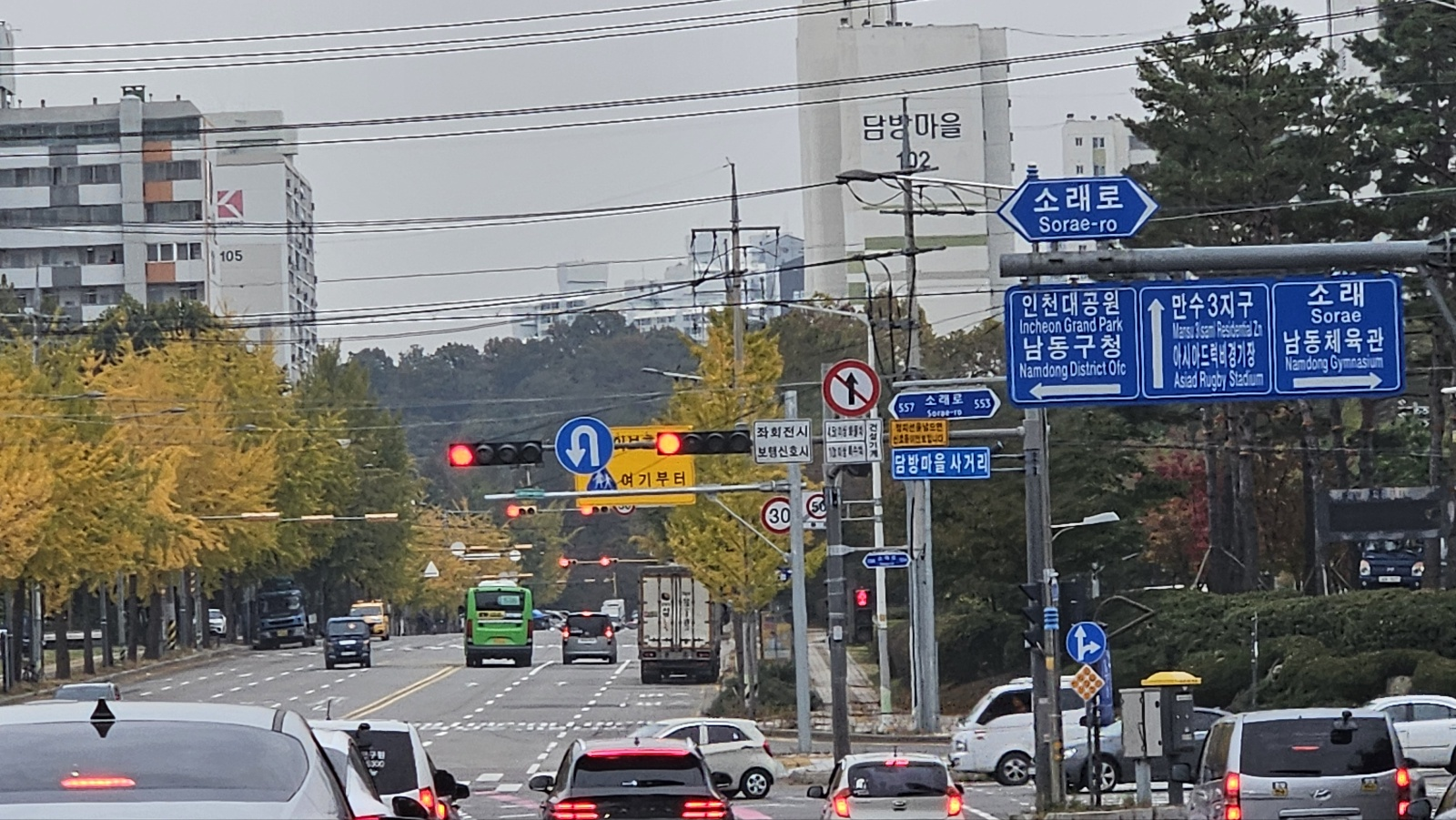
매소홀로-소래로 교차지점(만수6동 진입구간)